# Aligarh (stad)
Aligarh (Hindi: अलीगढ़, Urdu: علی گڑھ) is een grote stad in Uttar Pradesh, in het noorden van India. Het is tevens de hoofdstad van het gelijknamige district Aligarh. In 2001 had Aligarh 667.732 inwoners. De naam in de koloniale tijd was Allygurh.
De stad ligt ongeveer 150 kilometer ten zuidoosten van de Indiase hoofdstad New Delhi en bevindt zich op een vlakte tussen de rivieren de Ganges en Yamuna.
Aligarh is bekend door de Aligarh Moslim Universiteit. Ook ligt het aan de bekende weg Grand Trunk Road.

## Foto's

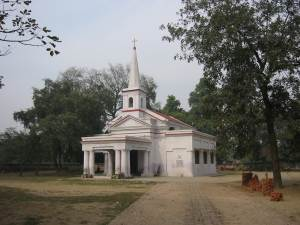
Kerk
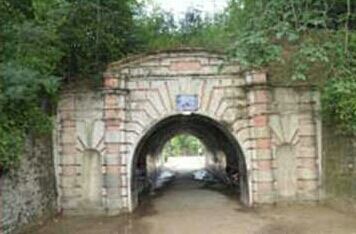
FOrt
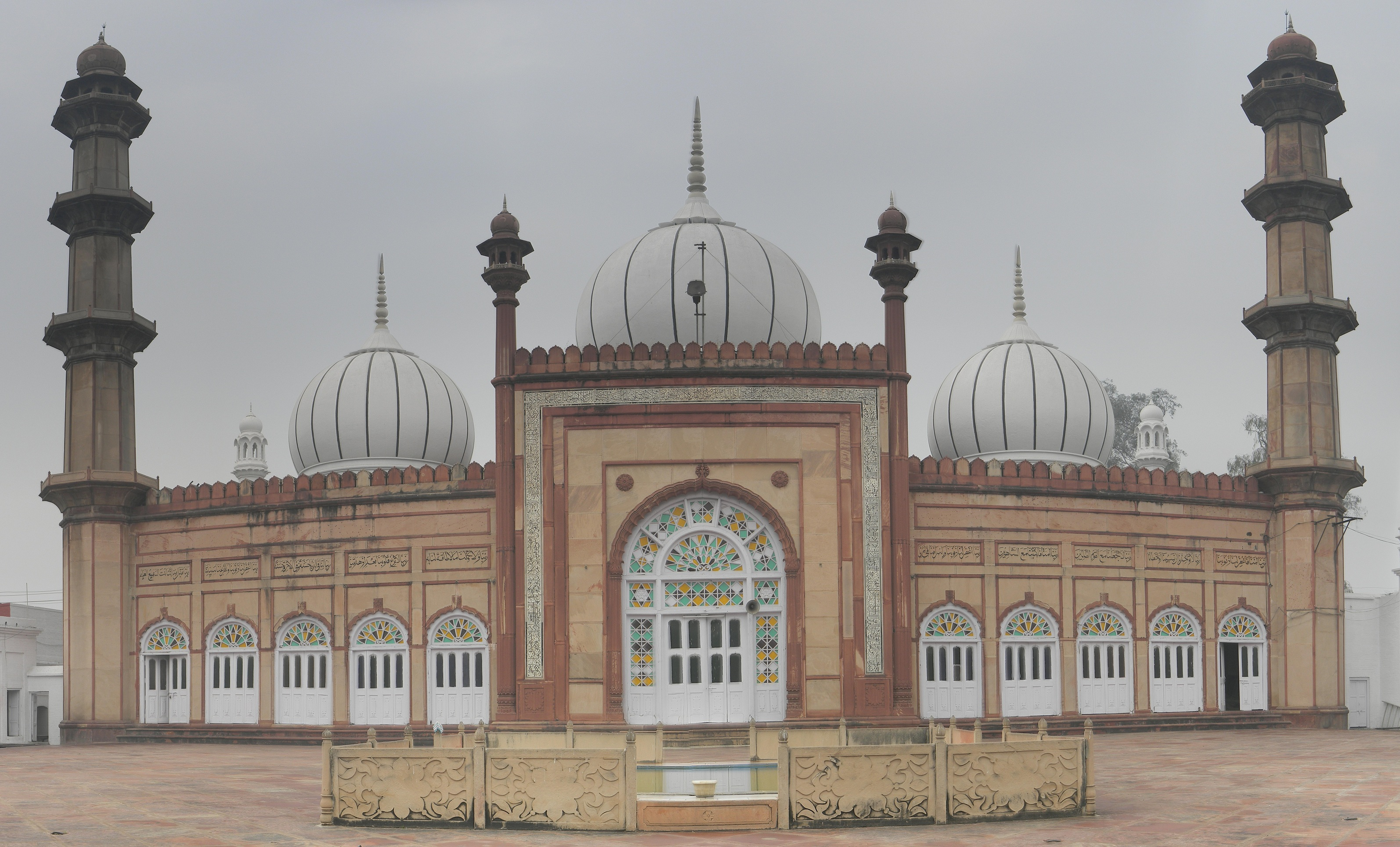
Aligarh Moslim Universiteit